# 캐딜락 에스칼라
캐딜락 에스칼라(Cadillac Escala)는 캐딜락에서 2016 Pebble Beach Concours d'Elegance를 위해 만든 컨셉트카로, 2007년 처음 구상되었으며 이 디자인은 10년 넘게 캐딜락 차종에 사용된 디자인과 아이덴티티가 되었다. 에스칼라는 2016년 6월 15일 트레일러 영상으로 처음 발표되었으며, Escala라는 명칭은 스페인어로 '규모'를 뜻한다.

## 개요

### 외부
9단으로 된 진주빛 흑갈색 'Gaia' 마감의 외관은 캐딜락의 트레이드마크인 'Art and Science era design'과 현대적인 디자인이 어우러졌으며, 2004년 캐딜락 스빌이 단종된 이후 처음으로 수평 헤드램프를 탑재했다. 전조등 바로 아래에는 두 개의 OLED 주간 주행등 수직 스트립이 있으며, 리어 루프라인은 경사진 4도어 하드톱 해치백 형태에 뒷부분에는 리프트백 테일게이트가 달려 있어 보다 스포티하게 보인다.

### 실내
대시보드의 3단 커브드 OLED 화면은 운전석에서 계기판을 가로지르는 형태로 삼성과 같이 개발되었으며, 뒷좌석 승객을 위한 앞좌석 뒤쪽에 작은 디스플레이가 있다. 천장 부분은 파노라마 선루프이며 B 필러가 없어 1950~70년대 캐딜락 하드톱 차량처럼 개방감을 준다. 좌석 등받이, 도어 패널, 하단 대시보드 등은 옅은 회색 가죽과 대조적인 흰 실로 마감되었다.

### 파워트레인
에스컬라는 캐딜락 전용 4.2L V8 트윈터보 DOHC 엔진으로 500마력을 발생시킨다. GM의 액티브 연료 관리 실린더 비활성화 시스템을 사용하여 주행 환경에 따라 엔진이 4개의 실린더에서 작동하도록 하여 연료 효율을 향상시킨다. 에스컬라는 플랫폼을 CT6과 공유하지만 전체 길이가 6.5 인치는 더 길다.
1. ↑  “Cadillac_Escala”.